# Luzerner Fasnacht
Die Luzerner Fasnacht ist der grösste jährlich stattfindende Anlass der Stadt Luzern und auch der Zentralschweiz. Sie ist neben der Basler Fasnacht, dem Rabadan in Bellinzona und der Bärner Fasnacht eine der Fasnachtshochburgen der Schweiz. Der Besucherrekord lag im Jahr 2025 bei 350'000 Teilnehmenden. Damit ist die Luzerner Fasnacht die grösste Fasnacht der Schweiz, noch vor der Basler Fasnacht, die jährlich rund 220'000 Teilnehmende anzieht, oder dem Rabadan mit jährlich rund 150'000 Teilnehmenden. Die Fasnachtsveranstaltung konzentriert sich auf die Altstadt beidseits der Reuss sowie der Neustadt. Für die Organisation der grossen Veranstaltungen sind das Lozärner Fasnachtskomitee (bestehend aus der Zunft zu Safran, der Wey-Zunft, der Fidelitas Lucernensis und der Maskenliebhaber-Gesellschaft der Stadt Luzern) sowie die Vereinigte (Dachverband der Luzerner Guuggenmusigen) zuständig. 

## Schmutziger Donnerstag

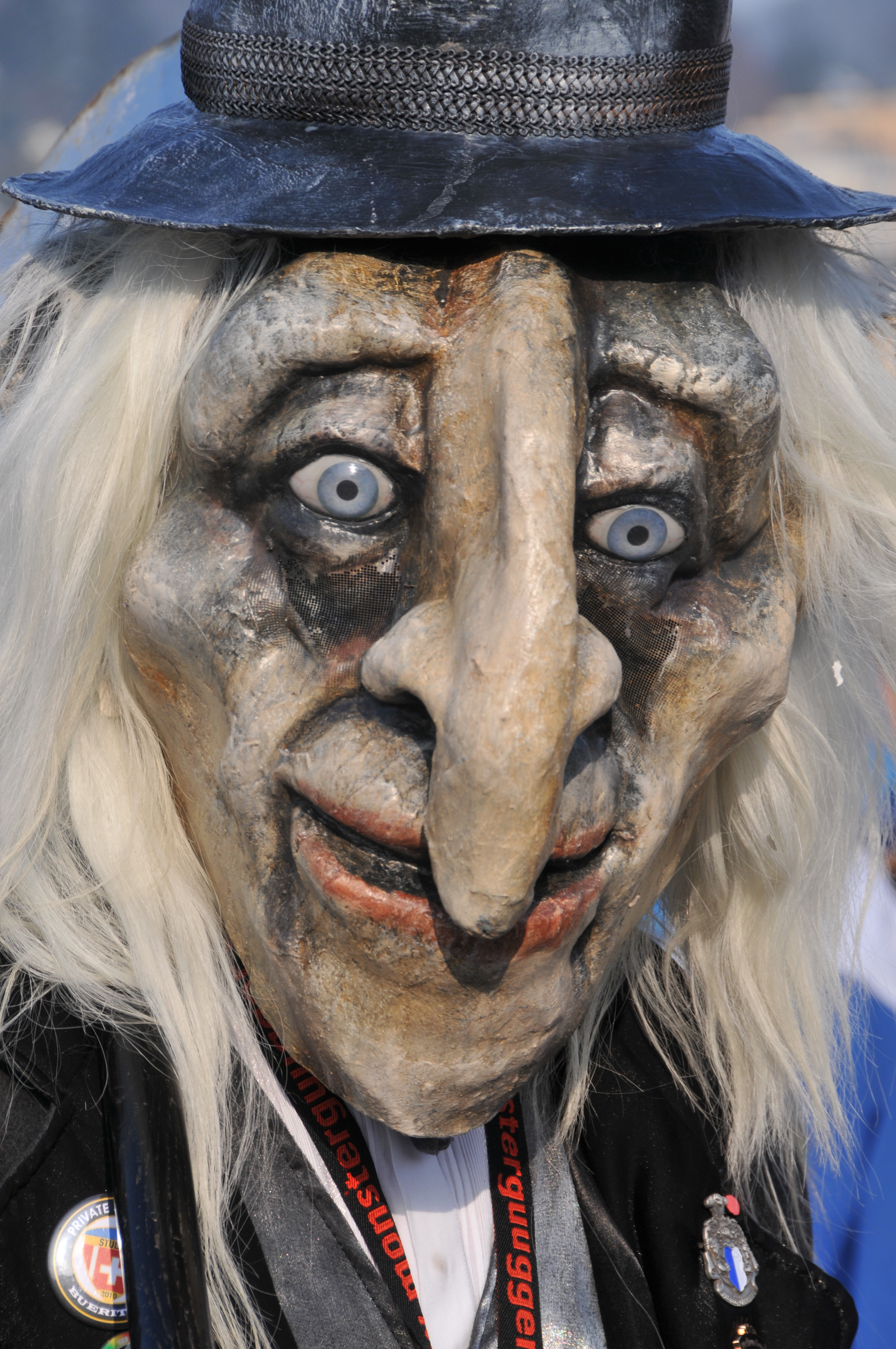
Luzerner Maske (Grend)

Die Fasnacht startet am Schmutzigen Donnerstag («Schmotzige Donnschtig, SchmuDo»), dem Donnerstag vor dem Rosenmontag («Güdismäntig»). Mit der Tagwache um 5 Uhr morgens fängt das Volksfest in der Altstadt an. Ein Nauen mit Bruder Fritschi und seiner Familie (Fritschene, die Frau von Bruder Fritschi, mit Narr, Bajazzo, Kindsmagd und Bauern) sowie Harsthornbläsern an Bord fährt vom Vierwaldstättersee in Luzern am Schweizerhofquai ein. Bruder Fritschi ist das imaginäre Oberhaupt der grössten und ältesten Zunft Luzerns, der Zunft zu Safran (um 1400 gegründet). Der «Urknall», eine sehr laute Detonation, gibt den Guuggenmusigen und allen Fasnächtlern das Signal zum Beginn.
Der Fritschivater und gleichzeitig Zunftmeister zu Safran (welcher jedes Jahr neu gewählt wird) empfängt die Fritschifamilie und die Harsthornbläser am Quai und geleitet diese zum Fritschibrunnen auf dem Kapellplatz. Begleitet werden sie von Ehrengästen und einigen Guggenmusigen. Auf dem Kapellplatz treffen sich anschliessend die Fasnächtler zum «Fötzeliräge», welcher aus mehr als 5 Millionen «Fötzeli» (ca. 4 × 4 cm grossen Papierschnipseln) besteht. Die Schnipsel, die aus alten Telefonbüchern gemacht werden, sind in mehreren Säcken mit je einem Explosivkörper abgefüllt. Diese Säcke wurden am Vortag hoch über dem Kapellplatz angebracht und explodieren, sobald der Fritschivater und die Fritschifamilie beim Fritschibrunnen eingetroffen sind. Die «Fötzeli» regnen dann auf die Menschenmenge. Danach beginnt das traditionelle Orangenauswerfen rund um den Brunnen. Nach der Absage der Fasnacht im Jahr 2021 aufgrund der COVID-19-Pandemie, gab es in den Jahren 2023 und 2024 einen grossen Andrang an der Tagwache mit Besucherrekorden von 25'000 Teilnehmern.
Am Nachmittag des Schmutzigen Donnerstags findet der erste von zwei – vom Lozärner Fasnachtskomitee (LFK) organisierten – grossen Fasnachtsumzügen statt. Auf der Umzugsstrecke von der Hofkirche über die Seebrücke bis in die Neustadt präsentieren sich die Zünfte und Gesellschaften der Stadt Luzern, Guuggenmusigen und weitere Gruppierungen mit Wagen, auf denen kleine Bühnen aufgebaut sind. Dort werden aktuelle Ereignisse politischer und gesellschaftlicher Natur persifliert. Immer häufiger befinden sich aber auch Phantasie-Sujets darunter, bei denen vor allem die handwerkliche Kunst beim Bau des Wagens und der Masken («Grende») im Vordergrund steht. Rund vierzig offizielle (beim LFK registrierte) und meist nochmals so viele inoffizielle Nummern werden an den Luzerner Fasnachtsumzügen gezeigt. Der Besucherrekord im Jahr 2023 betrug am Donnerstags-Umzug 45'000 Zuschauer.
Der Abend gehört der Strassen- und Beizenfasnacht. Fasnachtstheater zeigen ihre einstudierten Stücke. Die Guugenmusigen ziehen durch die Strassen und geben Konzerte auf Plätzen und temporär aufgestellten Bühnen. Maskierte und Kostümierte zeigen ihre «Grende» und Verkleidungen (Kostüme). In den Kneipen, Restaurants und Bars spielen kleinere Guggenmusigen, Kleinformationen und DJ's bis spät in die Nacht.

## Rüüdiger Samstag

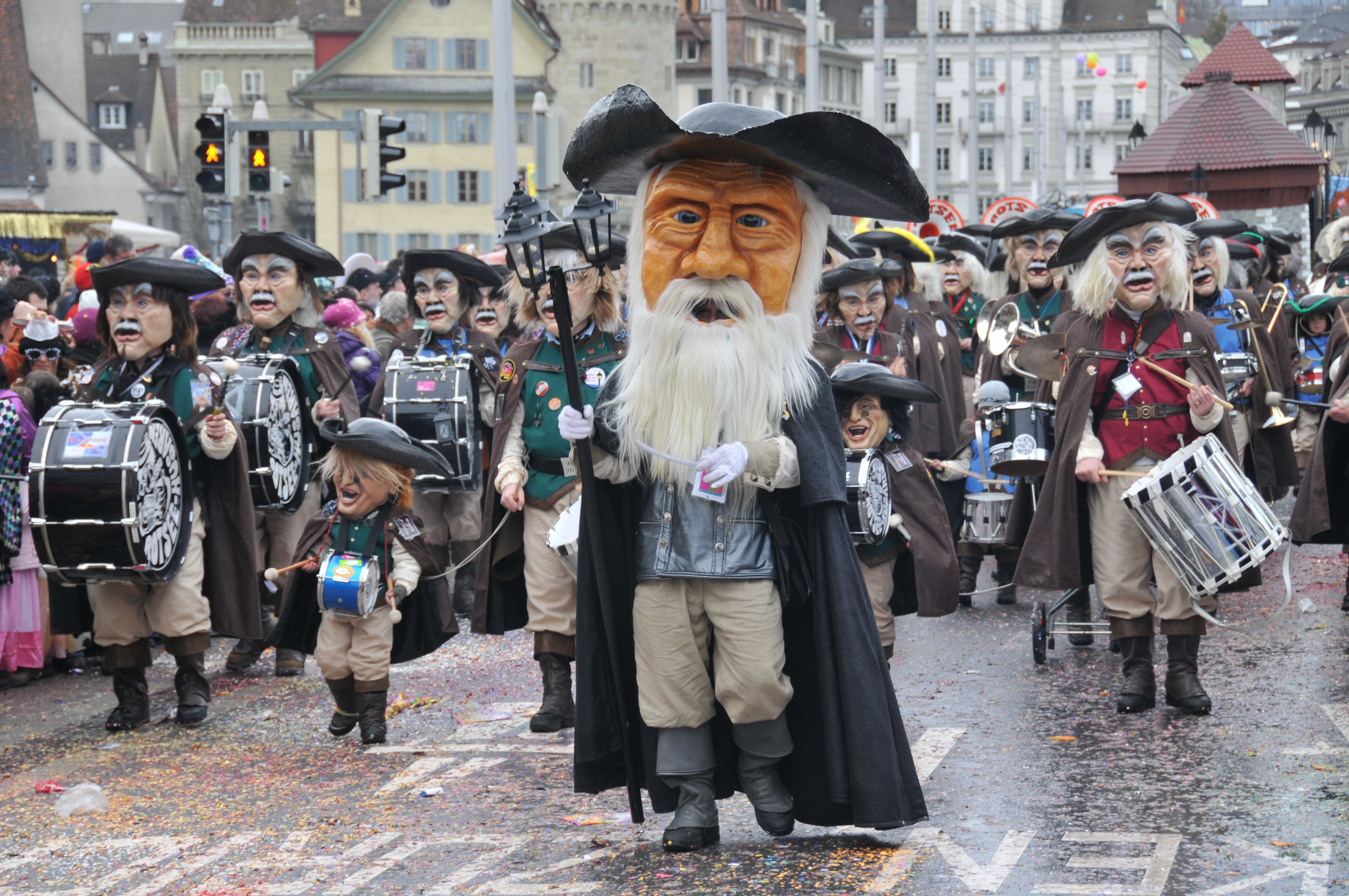
Luzerner Umzug 2009

Der «Rüüdig(e) Samschtig» ist der Tag der Fidelitas Lucernensis (eine dem LFK angeschlossene Herrengesellschaft). Sie organisieren seit dem Jahr 2000 den ganzen Tag und Abend die längste Bar während der Fasnacht (Unter der Egg). Auch wird der Tag von Familien, Kleingruppen und Fasnachtstheatern in Beschlag genommen, welche durch die Strassen der Altstadt ziehen und die Plätze bespielen.
Benannt im Jahr 1987, gilt der Samstag erst seit 2016 als offizieller Fasnachtstag der Stadt.

## Güdismontag
Der zweite wichtige Tag ist der «Güdismäntig», der dem deutschen Rosenmontag entspricht. Güdis kommt von Güdel und bedeutet Magensack, Bauch oder Wanst; damit ist gemeint, dass man sich am Güdismontag und -dienstag nochmals den Bauch fülle, bevor ab Aschermittwoch die Fastenzeit beginnt.
Dieser Tag wird von der Wey-Zunft getragen. Die Wey-Tagwache findet um 6 Uhr statt. Urknall und «Fötzeliräge» gibt es am Montag nicht mehr, jedoch ein weiteres Orangenauswerfen beim Kapellplatz. Dabei spielen auch wieder Guggenmusigen (welche ihren Tag bereits wie am Donnerstag um 5 Uhr starten dürfen). Die zweite Tagwache zieht jeweils deutlich weniger Zuschauer an als am Donnerstag. 
Am Nachmittag findet der zweite Umzug statt, der bis auf den Wagen der Wey-Zunft anstelle der Zunft zu Safran und ein paar getauschten Guggenmusigen, gleich wie der am Schmutzigen Donnerstag gestaltet ist. Traditionell hat es am Montag mehr Besucher als am Donnerstag davor. Der Besucherrekord im Jahr 2025 betrug 70'000 Zuschauende.
Der Abend gestaltet sich gleich wie am Schmutzigen Donnerstag. 

## Güdisdienstag

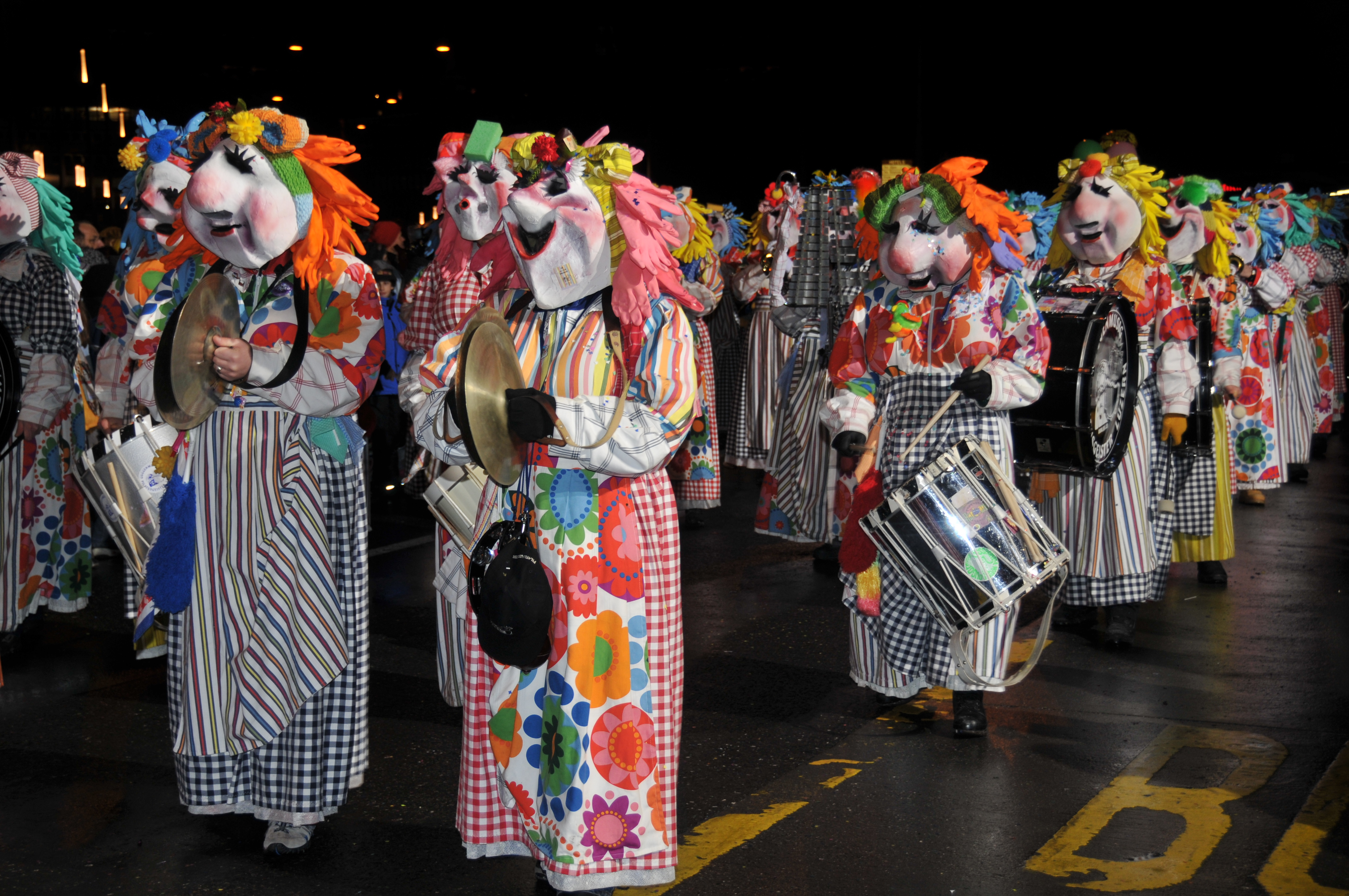
Monstercorso 2009

Der Fasnachtsdienstag («Güdiszyschtig») gehört den Guuggenmusigen. Die Vereinigte führt am Nachmittag das «Chendermonschter» durch. Hier zeigt sich der Nachwuchs mit seinen Familien an einem Umzug durch die Altstadt.
Zum Abschluss der Fasnacht startet am Abend der letzte Höhepunkt. Das «Monstercorso», ein riesiger Umzug bei dem alle ca. 80 Mitglieder (Tambourenvereine, Guuggenmusigen, Kleinformationen, Wagen- und Maskengruppen) der Vereinigten dabei sind. Dieser führt von der Bahnhofstrasse über die Seebrücke am Schweizerhofquai entlang und dann durch die Altstadt zurück zum Löwengraben. Die Reihenfolge der verschiedenen Guuggenmusigen ist traditionell strukturiert. Zuerst diejenigen, welche sich in einem Jubiläumsjahr befinden, dann nach Gründungsjahr. Dabei werden keine oder nur sehr kleine Wagen mitgeführt. Grössere hätten in den engen Gassen der Luzerner Altstadt keinen Platz. Den Umzug besuchten in den Rekordjahren 2024 und 2025 je 40'000 Zuschauende.
Am Abend wird noch einmal wie am Schmutzigen Donnerstag und Güdismontag gefeiert. Die Fasnacht endet am nächsten Morgen mit dem Beginn der Fastenzeit, dem Aschermittwoch («Äschemettwoch»).

## Weitere Organisationen
Das vierte Mitglied des LFK ist die Maskenliebhaber-Gesellschaft der Stadt Luzern. Diese unterstützt das Maskenwesen und allgemein das Brauchtum Fasnacht. Ihr Gesellschaftshaus steht in der Altstadt und ist ein Treffpunkt von Fasnächtlern und Kleinformationen.
Die Kult-Ur-Fasnächtler (KUF) sind wie Die Vereinigte eine Dachorganisation. Sie besteht aus ca. 15 Gruppierungen, welche sich dem aufwändigen Wagenbau und detaillierten Verkleidungen widmen. Seit der Gründung im Jahr 1993 sind sie auf dem Weinmarkt (mitten in der Altstadt) anzutreffen. An den vier Fasnachtstagen machen sie jeweils ein «Zögli», das heisst ein kleiner Umzug durch die Altstadt mit ihren Wagen.
Einzelne Plätze oder Strassen werden durch Interessengemeinschaften (IGs) betreut. Dies sind lose Zusammenschlüsse von Fasnachtsgruppen, welche dort stationär mit ihren Sujetwagen und ihren Gästen die Orte betreuen und beleben. Sie sind auch aus Sicherheitsgründen wichtig, damit zum Beispiel die Flucht- und Rettungswege in der engen Altstadt bei so vielen Leuten noch frei bleiben.